# Voltammetria a impulsi differenziali

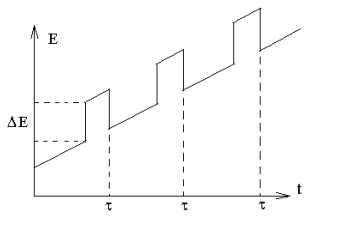
Voltammetria ad impulsi differenziali

La voltammetria a impulsi differenziali è una tecnica elettrochimica utilizzata spesso in chimica analitica. 
È una tecnica derivata dalla voltammetria a scansione lineare e dalla voltammetria a variazione graduale, ed è comparabile alla voltammetria ad impulsi tradizionale. 
Differisce da essa perché ogni impulso di potenziale è fisso e costante, di piccola entità (tra 10 e 100mV), ed è sovrapposto ad un lento cambiamento della tensione di base.
L'intensità di corrente è misurata immediatamente prima dell'applicazione dell'impulso e alla termine dell'impulso. 
Questi due punti di campionamento sono scelti per permettere il decadimento della corrente non faradica (capacitiva).
La differenza di corrente misurata tra questi due punti è quindi rappresentata graficamente in funzione della variazione del potenziale di base.